# Lamadelaine
Lamadelaine (lb. Rolleng, niem. Rollingen) – wieś (Uertschaft) w południowym Luksemburgu, w kantonie Esch-sur-Alzette, w gminie Pétange. Do 3 października 2015 miejscowość leżała w dystrykcie Luksemburg. Liczy 3122 mieszkańców (1 stycznia 2023).